# Eisengruppe
| Gruppe  | 8      |
| Periode |        |
| 4       | 26 Fe  |
| 5       | 44 Ru  |
| 6       | 76 Os  |
| 7       | 108 Hs |

Als Eisen-Gruppe des Periodensystems werden gemäß der anorganischen Nomenklatur der IUPAC die Elemente der 8. Gruppe zusammenfassend bezeichnet.
Die Gruppe enthält die Elemente Eisen, Ruthenium, Osmium und Hassium, die alle zu den Schwermetallen gehören.
Hassium gehört zusätzlich zur Gruppe der Transurane, einer nicht in der Nomenklatur enthaltenen Gruppenbezeichnung.
Eine ältere, auch heute noch übliche Definition der Eisengruppe umfasst die chemischen Elemente Eisen, Cobalt und Nickel. In älteren Darstellungen des Periodensystems wurden sie zur Gruppe VIIIA (IUPAC 1970) oder VIIIB (Demming 1923) gerechnet. Um Verwechslungen zu vermeiden, sollten diese älteren Definitionen nicht mehr verwendet werden.
Zusammen mit den Platinmetallen Ruthenium, Rhodium, Palladium, Osmium, Iridium und Platin werden die drei Metalle Eisen, Cobalt und Nickel auch zur neun Elemente umfassenden Eisen-Platin-Gruppe gezählt.

Die Metalle
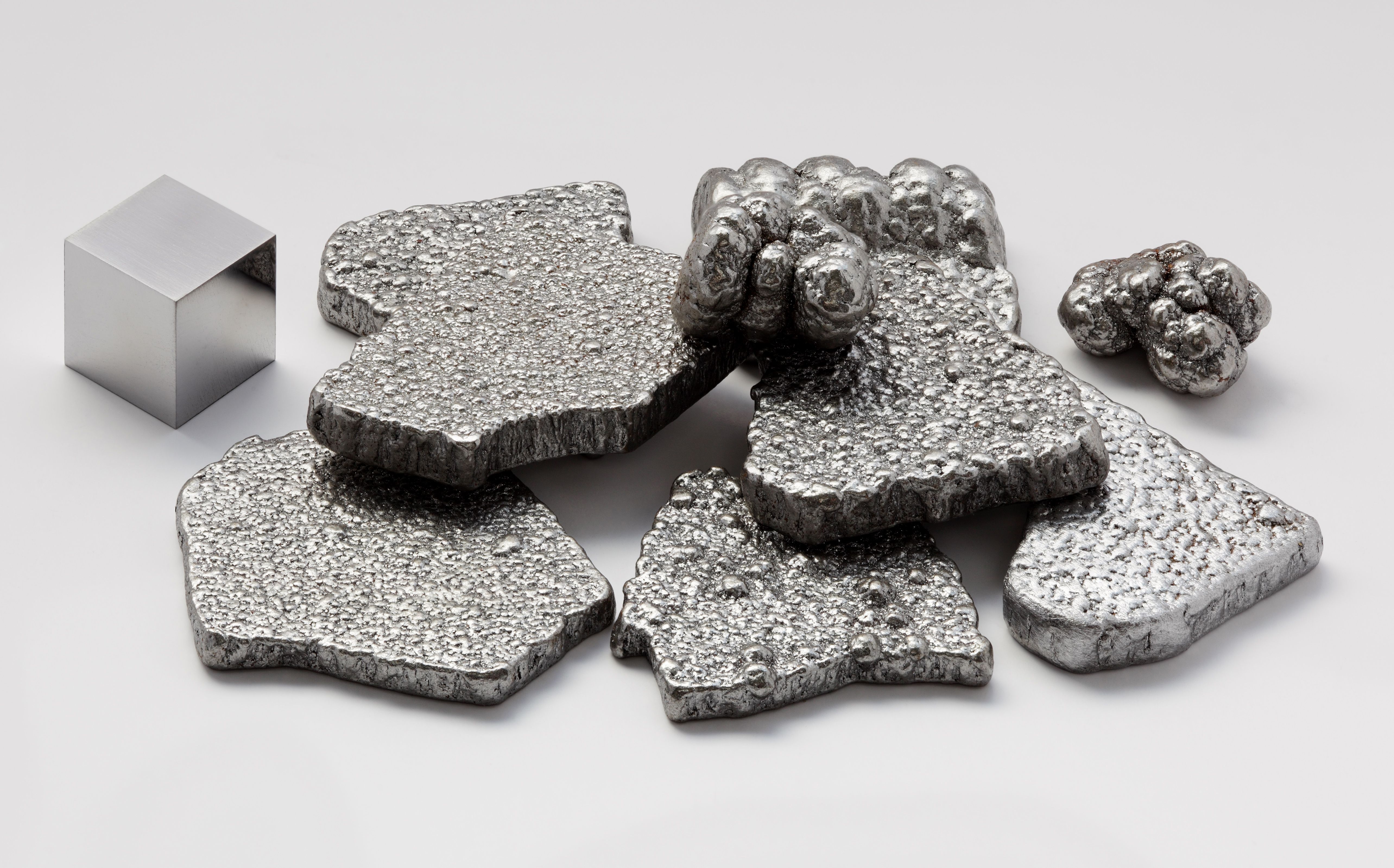
Eisen, elektrolytisch, 99,97 %+
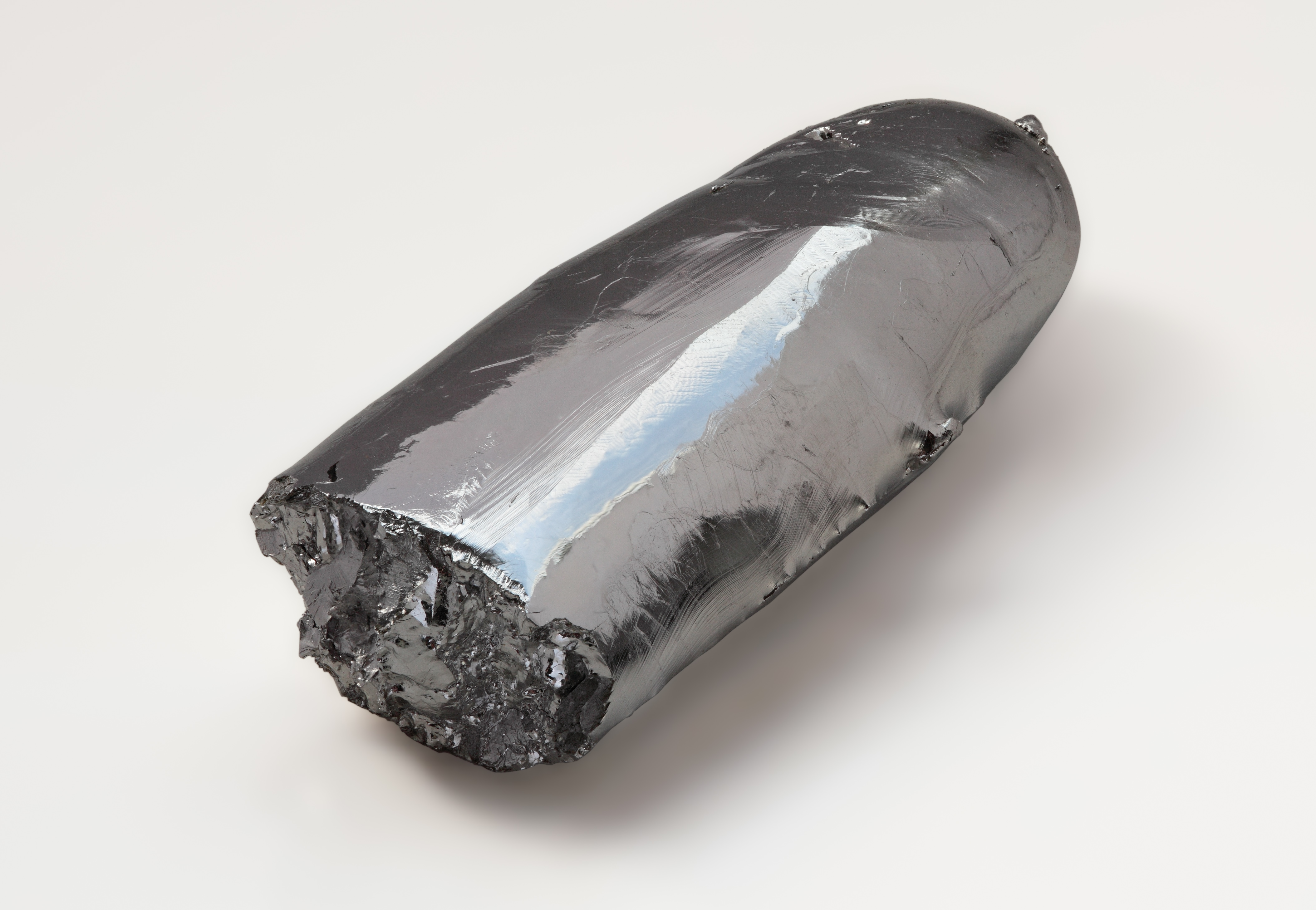
Ruthenium-Barren, 99,99 %
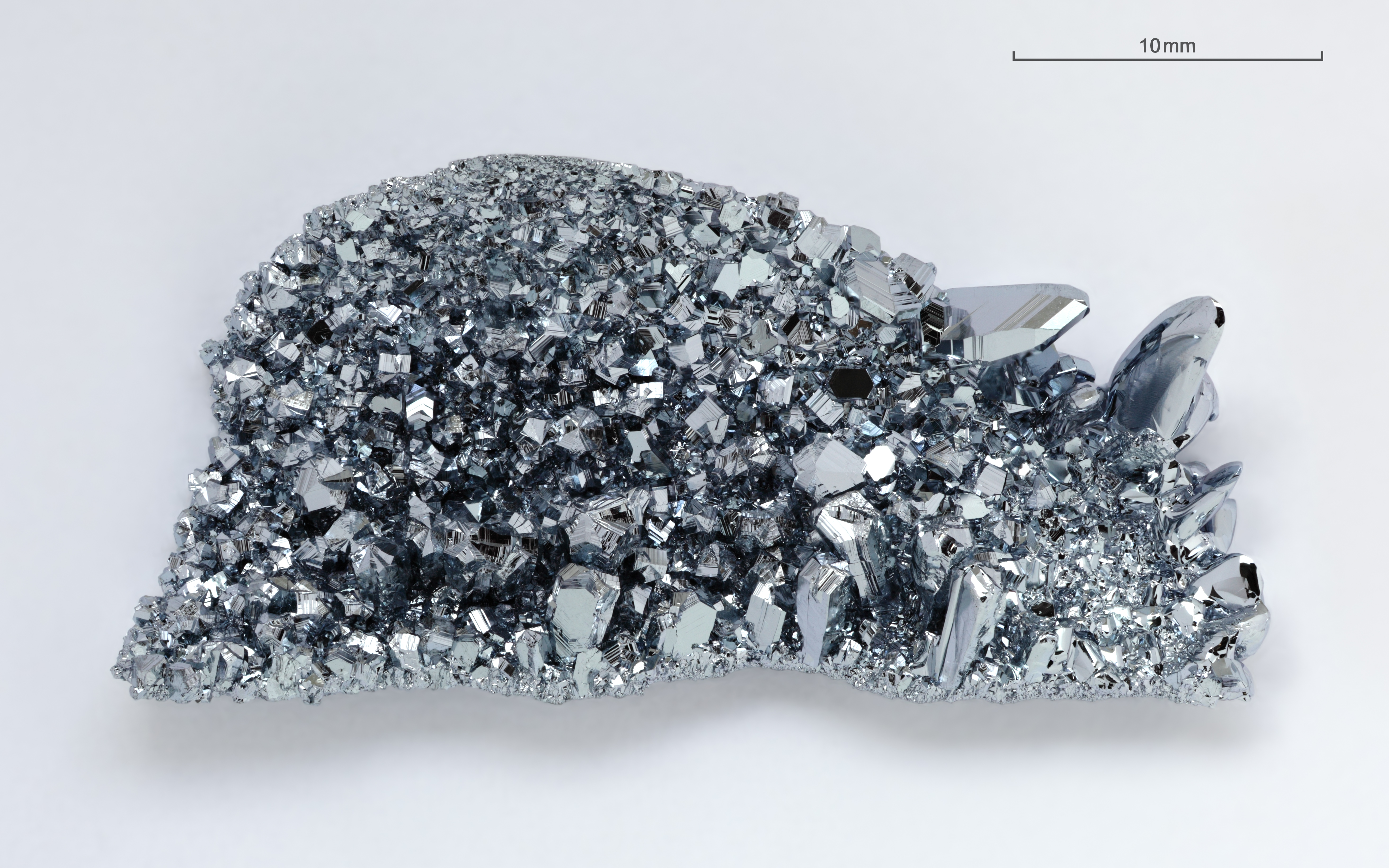
Osmium-Kristalle, ≈99,99 %